# Melica harfordii
Melica harfordii är en gräsart som beskrevs av Henry Nicholas Bolander. Melica harfordii ingår i släktet slokar, och familjen gräs. Inga underarter finns listade i Catalogue of Life.